# ロックマンゼクスシリーズ
ロックマンゼクスシリーズ（英: Mega Man ZX series）は、カプコンより発売された『ロックマンゼクス』を第1作とするアクションゲームのシリーズ作品である。

## 概要
生きた金属「ライブメタル」に選ばれた適合者、「ロックマン」達の戦いを描いたシリーズ。ロックマンゼロシリーズの数百年後（初代ロックマンシリーズおよびロックマンXシリーズから遠い未来の世界）が舞台となっている。
開発はゼロシリーズに引き続きインティ・クリエイツが担当。
徒歩でマップを移動しミッションを開始する、豊富なサブアイテムの存在など、アクションRPG的なゲーム構成が特徴。また、随所でムービーが挿入される、イベント時のキャラクターの台詞はほぼフルボイスなど、演出面はゼロシリーズよりも大幅にパワーアップしている。ゲーム画面はゼロシリーズ同様にドット絵にて構成されている。

## シリーズ一覧
- ロックマンゼクス （DS、2006年）
- ロックマンゼクス アドベント （DS、2007年）
- 2008年には3作目のZX"C"が発表されたが、ひっそりと中止された[1]。

以下はコレクションソフト。
- ロックマン ゼロ&ゼクス ダブルヒーローコレクション（Switch、PS4、Xbox One、Steam、2020年） - 『ロックマンゼロシリーズ』、『ロックマンゼクスシリーズ』全作を収録

## 登場キャラクター

### メインキャラクター

#### ZXの主人公
ヴァン（Vent）
声 - 小林沙苗（ZX）、野島健児（ZXA）
『ZX』の男性主人公。運び屋ジルウェ・エクスプレスで働く少年。ジルウェのことを「先輩」と呼んでいる。ライブメタルのためにメカニロイドに襲われても逃げないプレリーをかばったり、エリアD・ハイウェイのイレギュラーを自ら鎮圧に行ったりと、少々突っ走りがちだが、他人のピンチを見過ごすことができない性格。
エール（Aile）
声 - 小林沙苗
『ZX』の女性主人公。運び屋ジルウェ・エクスプレスで働く少女。ジルウェのことを「ジルウェ」と呼んでいる。男勝りな性格で、まわりにはサバサバとした態度をとる。
当作品以外のXシリーズのソーシャルゲーム作品『X DiVE』にも登場する。

#### ZXAの主人公
グレイ（Grey）
声 - 平田宏美
『ZXA』の男性主人公。謎の研究所でハンターとメカニロイドの戦闘で目覚めたレプリロイドの少年で、以前の記憶を失っていた。目覚めた直後にパンドラに処分されそうになり、研究所から逃げ出す。助けられたハンターキャンプの任務の手伝いで、ライブメタル・モデルAをレギオンズへ輸送中に再びパンドラに襲われ、その時モデルAに選ばれ適合者となる。
おとなしい性格だが警戒心が強く、ハンターのビリーにも最初は銃を向けたりしている。一方で、記憶をなくして素性の知れない自分を迎えてくれたハンターたちに感謝しており、自身もその影響を受け、たとえ見ず知らずであっても困っている者は助けるべきであると考えるようになる。グレイのカプセルの周りには他に4つの開かれたカプセルがあったがゲーム内では触れられなかった。
彼はマスター・アルバートが万が一のために用意した予備ボディであり、そのためのマインドコントロール中だったのだが、前述の目覚めによりマインドコントロールは施される事はなかった。
アッシュ（Ashe）
声 - 小清水亜美
『ZXA』の女性主人公。凄腕のハンターで、幼い頃町がイレギュラー襲撃を受け奇跡的に一人だけ生き残ったが、その時のことを覚えておらず、自分が何者なのかを全く知らない。そのため、ハンターとしての自分の名声を世界に轟かせることで、自身の存在を広く人々に知ってもらうことが夢。また、自分の人生を「物語」と捉えており、周囲に惑わされることなく、自らの選択にも悔いを残すことのない生き方を望んでいる。男勝りの快活な性格で、仲間のハンターたちとは互いに憎まれ口を叩き合いながらも、信頼し合っている。レギオンズの依頼で違法ハンターからライブメタル・モデルAを取り返す時プロメテに襲われるが、近くのハンターキャンプに助けられる。そのハンターキャンプからモデルAを輸送中に再びプロメテに襲われた際にモデルAに選ばれ、適合者となる。
彼女はマスター・アルバートの子孫であり、アルバートがその事実を世間に露見されるのを恐れて彼女の個人情報を抹消した。

#### ガーディアン
ジルウェ（Girouette）
声 - 風間勇刀
『ZX』に登場。ヴァン（エール）の先輩で、運び屋ジルウェ・エクスプレスの社長。ガーディアンからの依頼でライブメタルを輸送中にイレギュラーに襲われ主人公と別れてしまう。主人公と離れた後、エリアB・峠で主人公と再会する。エリアD・ハイウェイのイレギュラー鎮圧中にセルパンに操られ主人公に襲い掛かる。その後、主人公にライブメタル・モデルZを託し、消滅する。ライブメタル・モデルZの適合者。実はガーディアンの協力者であり、ライブメタル適合者と目されていたヴァン/エールを保護していた。ただしこの設定はエール編でのみ語られ、ヴァンにはモデルZでの変身に関して偶然を装っている。
プレリー（Prairie）
声 - 広橋涼
『ZX』に登場。NGOである辺境警備隊、ガーディアンの二代目司令官。『ZX』でジルウェ・エクスプレスにライブメタルの輸送を依頼し、崖から落ちた主人公と遭遇する。
見た目は少女であるが、数百年前のイレギュラー戦争時代に生まれたレプリロイドであるため、実年齢は軽く100歳を超えている。先代司令官が失踪した事件の行方を追っている。先代の司令官を「お姉ちゃん」と呼び、彼女からもらった人形を司令官席の隣に特別席を作るほど大切にしている。
フルーブ
声 - 小林通孝
『ZX』に登場。ガーディアンの研究員。ゲーム内には登場しない設定だが、実はガーディアンの副司令官である。

### サブキャラクター

#### ハンター
ビリー
『ZXA』に登場。グレイを助けたハンター。
ニコル
『ZXA』に登場。アッシュのハンター仲間でそのチームのリーダー格。
ラザラス
『ZXA』に登場。アッシュのハンター仲間。
レッド
『ZXA』に登場。アッシュのハンター仲間。

#### 三賢人
『ZXA』に登場。連合政府レギオンズの最高権威者であり、三人の討議による統治を行っている存在。特例として、寿命を持たない（或いは数百、数千年単位の長寿命）機械の体を有することが許されている。彼らの名はどれも過去のシリーズに登場した科学者の名前が採られている。
マスター・トーマス（Master Thomas）
声 - 柴田秀勝
三賢人の長。自他に厳しい性格。『ZXA』の特殊エンディングで、アルバートの野望がグレイとエール（アッシュとヴァン）に打ち砕かれた後、4人のロックマン達を自らの配下として新たな野望を抱く。
名前の由来は「トーマス・ライト」。
マスター・アルバート（Master Albert）
声 - 安原義人
三賢人の一人で、『ZXA』の最終ボス。科学技術を担当している。優しい物腰だが、その実態はゼロシリーズにて地球各地に散らばった宇宙要塞ラグナロクの破片からモデルVをつくり各地に隠し、ロックマン同士の戦いを仕組んだ張本人。また、モデルAを制作した人物でもある。
名前の由来は「アルバート・W・ワイリー」。
マスター・ミハイル（Master Mikhail）
声 - チョー
三賢人の一人。情報管理を担当している。嫌味な口調が特徴的。
名前の由来は「ミハイル・セルゲイビッチ・コサック」。

#### 四人のロックマン
『ZXA』で登場し、ガーディアンが保有していたライブメタルを奪ってロックマンに変身、主人公の前に立ちはだかる。全員何らかの形でライブメタルに隠された事実を知っており、グレイ（アッシュ）が運命のゲームに加わることを認めようとしない。『ZXA』の特殊エンディングで、マスター・トーマスの配下となっている。
ヘリオス（Helios）
声 - 泰勇気
「風のロックマン」を名乗るライブメタル・モデルHの適合者。新緑のタワーでシャルナクと共に主人公の前に現れ、浮遊遺跡でモデルVの調査をする主人公の前に立ちはだかる。愚か者がいるからこの世界に争いは絶えないのだと主張し、この世界から愚か者を排除すべく、モデルVを覚醒させようとしている。
アトラス（Atlas）
声 - 生天目仁美
「炎のロックマン」を名乗るライブメタル・モデルFの適合者。極寒の流氷でテティスと共に主人公の前に現れ、油田で違法ハンターを助けようする主人公の前に立ちはだかる。戦いの中でこそ、ヒトは進化できるのだと主張し、終わりなき戦争を起こすため、モデルVを覚醒させようとしている。また、四人のロックマンでは唯一の女性。
テティス（Tethys）
声 - 菅沼久義
「氷のロックマン」を名乗るライブメタル・モデルLの適合者。極寒の流氷でアトラスと共に主人公の前に現れ、ハイウェイでモデルVの調査をする主人公の前に立ちはだかる。ヒトが生きていくためには世界を汚さなくてはならないと主張し、この世界の環境を守るため、モデルVを覚醒させようとしている。
シャルナク（Siarnaq）
声 - 羽多野渉
「闇のロックマン」を名乗るライブメタル・モデルPの適合者。新緑のタワーでヘリオスと共に主人公の前に現れ、レギオンズ本部で三賢人のところへ向かう主人公の前に立ちはだかる。モデルVを覚醒させる理由は不明。

#### セルパン・カンパニー
セルパン（Serpent）
声 - 梁田清之
『ZX』に登場し、同作の最終ボス。セルパン・カンパニーの社長。元はガーディアンの一員で、モデルVの調査を行っていたがモデルVに魅入られ、他のメンバーを殺しモデルVを持ち去った。他のライブメタルのパスコードを入手し、遺跡で「モデルVの本体」の発掘を開始する。「憎しみを生み出す心こそイレギュラー発生の原因」とし、自分に全てを統合することで争いを無くそうとしていた。エール編では実は彼もイレギュラー襲撃の生き残りであり、彼がモデルVを持ち去る以前からイレギュラーがモデルVに操られていた可能性が示唆されている。
プロメテ（Promethe）
声 - 岸尾大輔
『ZX』『ZXA』に登場。『ZX』では始めセルパンの側近のように装い、セルパンを利用していた。ガーディアンを潰すため、ガーディアンベースに乗り込み動力炉を襲い、そこへ現れたヴァン（エール）と戦う。後に都市爆撃の際パンドラと共に再戦。セルパンを見限り姿を消す。
『ZXA』ではハンターたちに「死神」と呼ばれ恐れられるようになっていた。当初モデルAを狙っていたが、グレイ（アッシュ）がロックオンすると一転グレイ（アッシュ）を見逃す。グレイ（アッシュ）を追い海底火山でマスター・アルバートを見つけ倒した後、「最後の宴」としてグレイ（アッシュ）に襲い掛かる。
ロックマンとして戦い、新たな適合者を探させるためマスター・アルバートに作られた最初のロックマン。マスター・アルバートが残した調整槽でのみ延ばせる短い寿命が設定された身体をもつ。自らの運命をゆがめたマスター・アルバートを恨み続けていた。
体にモデルVの欠片が与えられており、属性（無属性、炎属性）を変え、攻撃を使い分ける特殊能力を持つ。
パンドラ（Pandora）
声 - 伊藤静
『ZX』『ZXA』『X DiVE』に登場。プロメテと行動を共にするロックマンの女性。ガーディアンベース襲撃時の戦いはプロメテに譲り、ヴァン（エール）とは遺跡でのモデルV発掘時に戦う。
『ZXA』ではハンターたちに「魔女」と呼ばれ恐れられるようになっていた。グレイの始末に向かった後、プロメテと合流する。グレイ（アッシュ）の前に何度か姿を現した後、海底火山で「滅びの運命を終わらせる」と言いグレイ（アッシュ）に襲い掛かる。
マスター・アルバートに作られた最初のロックマン（パンドラという名前にも最初の女性という意味がある）。プロメテ同様にマスター・アルバートを恨んでいた。2人は元々はレプリロイドの兄妹であったことが示唆されているが、ロックマンとして改造された際にそれ以前の記憶は封じられている。
体にモデルVの欠片が与えられており、属性（無属性、雷属性、氷属性）を変え、攻撃を使い分ける特殊能力を持つ。
『X DiVE』では2020年9月3日（台湾先行）よりエールと共に登場。雷属性と氷属性を用いた攻撃スキルを持つ。

### その他のキャラクター

#### ゼロシリーズのボス
数百年前に赤いレプリロイド（ゼロ）に倒されたミュートスレプリロイド達。いずれも『ZX』のみ登場。
バイル八審官
声 - 三浦祥朗（ブレイジン・フリザード）、広津佑希子（チルドレ・イナラビッタ）、荻原秀樹（ヘルバット・シルト）、平井啓二（デスタンツ・マンティスク）
『ロックマンゼロ3』に登場したレプリロイド達。戦うには『ゼロ3』が必要となる。
アインヘルヤル八闘士
声 - 中島沙樹（ソル・ティターニャン）、柿原徹也（フェンリー・ルナエッジ）、渋谷茂（ペガソルタ・エクレール）、鷹村遊（ノービル・マンドラゴ）
『ロックマンゼロ4』に登場したレプリロイド達。こちらは『ゼロ4』が必要となる。

#### その他のゼロシリーズのボス
オメガ（Omega）
声 - 諏訪部順一
『ロックマンゼロ3』に登場した同作品の最終ボスで、ゼロのオリジナルボディを持つレプリロイド。エリアNの遺跡の最深部に待ち受け、何の会話も無しにヴァン（エール）と即戦闘になる。攻撃力、機動力共に随一で、裂光覇に体力回復効果が追加され、乱舞（6段切り）を出す確率が上がり、『ゼロ3』の時より強化されている。戦闘開始までは、彼の特徴の一つである金色の長髪がなくなっており、戦闘開始時に再生する。ミッションおよびクエストとは関係無く、エリアNに入る度に再戦可能。

## ライブメタル
モデルX、Z、H、F、L、Pはガーディアン初代司令官がモデルVの研究データと伝説の英雄・四天王のデータを基に製作した物。それぞれにエリアMの遺跡への扉を開くパスコードが収められている。一方、モデルAはアルバートが製作した物とし、モデルOは誰が製作したのかは不明である。
モデルX
声 - 水島大宙
ヴァン（エール）が最初に入手した青いライブメタルで、ロックマンXシリーズの主人公・エックスを参考にしている。パスコードは「ルーメン・インフィニタス（光と可能性）」。
モデルZ
声 - 風間勇刀
ヴァン（エール）が瀕死のジルウェから託された赤いライブメタルで、ロックマンゼロシリーズの主人公・ゼロを参考にしている。パスコードは「フォルティトゥード・クレド（勇気と信念）」。

### 四天王のライブメタル
いずれもロックマンゼロシリーズに登場するネオ・アルカディア四天王を参考にしている。『ZX』ではセルパンによってデータを分割され、それぞれ2体のフォルスロイドに取り込まれている。作中で主人公によって解放されるも『ZX』と『ZXA』の間に強奪され、『ZXA』では4人のロックマンが意思を封じた上で使用している。
モデルH
声 - 緒方恵美
風のライブメタルで、ネオ・アルカディア四天王・賢将ハルピュイアを参考にしている。パスコードは「ウェントス・アルス（風と知恵）」。ハイボルト・ザ・ラプタロイドとハリケンヌ・ザ・ウルバロイドに封じられていた。『ZXA』ではヘリオスに意識を封じられ、彼が所持する。
モデルF
声 - 中井和哉
炎のライブメタルで、ネオ・アルカディア四天王・闘将ファーブニルを参考にしている。パスコードは「フランマ・ウィース（炎と力）」。フィストレオ・ザ・プレデトロイドとフランマール・ザ・モルロイドに封じられていた。ファーブニル同様、熱い性格をしている。『ZXA』ではアトラスに意識を封じられ、彼女が所持する。
モデルL
声 - 今井由香
氷のライブメタルで、ネオ・アルカディア四天王・妖将レヴィアタンを参考にしている。パスコードは「グラキエス・パッシオ（氷と情熱）」。ルアール・ジ・アビスロイドとレグアンカー・ザ・ゲルロイドに封じられていた。『ZXA』ではテティスに意識を封じられ、彼が所持する。
モデルP
声 - 稲田徹
影のライブメタルで、ネオ・アルカディア四天王・隠将ファントムを参考にしている。パスコードは「ウンブラ・プロフェス（影と誓い）」。パープリル・ザ・マンドロイドとプロテクタス・ザ・ゴアロイドに封じられていた。モデルXの事を「様」付けで呼んでいる。『ZXA』ではシャルナクに意識を封じられ、彼が所持する。

### 新たなライブメタル
モデルA
声 - 小林ゆう
アルバートがスペアボディ用のバックアップとして製作したライブメタル。そのためモデルVの力である「トランスオン」を不完全ながら使用できる。
ある遺跡に隠されていたが、違法ハンターによって採掘され、輸送中にプロメテの襲撃を受けて正規ハンターに回収される。その後正規ハンターも襲撃を受けた際、主人公の手に渡った。クリスタルの部分に封印が施されており、ロックマンと戦うことによってプロテクトが解けていくようになっている。このプロテクトはモデルA自身の記憶にもかかっているため、当初は彼自身も自らの出自を知らなかった。
Xシリーズに登場するアクセルを彷彿とさせるモデル（ロックマン・モデルAが2丁銃装備であることやトランスオンによるコピー能力など）だが、彼と直接な関係は無く、「A」という名に重要な意味が隠されていた。

### その他のライブメタル
モデルO
「不思議な石」の正体で、ドクター・バイルがゼロのオリジナルボディを利用して生み出されたオメガを参考にしている。なお、モデルX達やモデルAとは異なり、誰が制作したのか不明。
『ZX』のみ登場する隠し要素の為、ストーリーの関係は一切ない。
モデルV
アルバートが『ロックマンゼロ4』のエピローグで地球各地に散らばった宇宙要塞兵器ラグナロクの破片から作ったライブメタル。メカニロイドをイレギュラー化する力を持つ。敵としての登場で、入手する事はできない。
モデルVの欠片
セルパンがロックオンするときに使った小さなモデルVで、『ロックマンゼロ4』の最終ボスであるドクター・バイルのような形をしている。マスター・アルバート自身も護身用にいくつか所持している他、プロメテとパンドラ、『ZXA』のフォルスロイドにも埋め込まれている。
モデルVの破片
世界中のあちこちに隠されている。『ZX』では「モデルVの本体」となっていたが、『ZXA』では数多くあるモデルVの中の一つだったことが示唆されている。覚醒のために人々の恐怖と絶望を食らう。セルパンは、人々に恐怖を与えてからサイバーエルフ化し、モデルVと融合させることによる覚醒を画策。最後に主人公の憎しみの心を吸収させたことにより覚醒に成功する。『ZXA』では、プロメテとパンドラの数百年分の怒り、悲しみ、苦しみ、憎しみそして狂気が多くのモデルVを覚醒させた。
ウロボロス
覚醒時に現存していた全てのモデルVの破片が覚醒し、一つとなった究極のライブメタル。名のとおり自分の尾を食う蛇の形をしており、空中要塞になっている。マスター・アルバートが倒されるとモデルVとしての機能を失い、海に沈んだ。

## 共通システム

### ロックオン
ロックマン・モデルX
ヴァン（エール）がライブメタル・モデルXでロックオンした姿。ロックオンする時光に包まれる。基本装備はXバスター。威力が高いダブルチャージバスターによる遠距離戦を得意とする。モデルZ入手後は使えなくなるので、最初の4ミッションでのみ使える。しかし、条件を満たすとモデルZX入手後も使用可能。
ロックマン・モデルZX
ライブメタル・モデルXとライブメタル・モデルZがダブル・ロックオンした姿。基本装備はZXセイバーとZXバスター。ロックマンゼロシリーズのゼロの基本装備とほとんど同じ。
ロックマン・モデルHX
ライブメタル・モデルXとライブメタル・モデルHがダブル・ロックオンした姿。O.I.Sが使える。雷属性で基本装備はダブルセイバー。ダブルジャンプ、ホバーなど移動に便利。2段チャージで発動されるプラズマサイクロンは全攻撃中最強で、オーバードライブと組み合わせることで絶大な威力を発揮する。『ZXA』のモデルHは攻撃方法が変更されている。
ロックマン・モデルFX
ライブメタル・モデルXとライブメタル・モデルFがダブル・ロックオンした姿。O.I.Sが使える。炎属性で基本装備はナックルバスター。バスターの軌道をタッチパネルで自在に変更することが可能。障害物や氷のブロックなどを破壊できる。
ロックマン・モデルLX
ライブメタル・モデルXとライブメタル・モデルLがダブル・ロックオンした姿。O.I.Sが使える。氷属性で基本装備はハルバード。水中を自在に動けるのが利点。また、このモデルとモデルLのみ（モデルOXは例外的に）水底での移動速度が低下しない。
ロックマン・モデルPX
ライブメタル・モデルXとライブメタル・モデルPがダブル・ロックオンした姿。O.I.Sが使える。基本装備はクナイ。暗闇で見える範囲が広くなり、物にぶら下がることができる。
ロックマン・モデルOX
『ZX』のみ登場する隠しモデルで、ライブメタル・モデルXとライブメタル・モデルOがダブル・ロックオンした姿。O.I.Sが使える。基本装備はアルティメットセイバーとバスターショット。性能的にはモデルZXとよく似ているが、比較するとセイバーが強くバスターが弱い。最大の特徴はライブメタルエネルギーが無限大なこと。そのため、ライブメタルゲージを気にせずにO.I.Sが使える。O.I.Sを発動時は龍炎刃、アークブレード、真空刃など、多才な技が使用可能な反面チャージセイバーは使用できなくなる。また、ショットは常に非O.I.S時の1段階チャージ以上の攻撃力となるが、地上で撃つたびに足を止めてしまう。
ロックマン・モデルA
グレイ（アッシュ）がライブメタル・モデルAでロックオンした姿。基本装備はバスターショット（レーザーショット）とホーミングショット。ライブメタルゲージを最大までためると画面全体を攻撃できるギガクラッシュを発動できる。『ZX』ではヴァンとエールで変身後に姿の違いが無かったが、『ZXA』のモデルAはグレイの首のコード、アッシュの髪がそれぞれ変身後も残っている。
ロックマン・モデルZ
ジルウェがライブメタル・モデルZでロックオンした姿。他のモデルに比べ、唯一ヘルメットが無くバイザーをつけた姿をしている。基本装備はZセイバー。
ロックマン・モデルH
ヘリオスがライブメタル・モデルHでロックオンした姿。ロックオンする時竜巻が起こる。雷属性で基本装備はダブルセイバー。外見はモデルHXに比べ頭部と背部にある翼が小さい。
ロックマン・モデルF
アトラスがライブメタル・モデルFでロックオンした姿。ロックオンする時炎が噴き出る。炎属性で基本装備はナックルバスター。外見はモデルFXに比べさほど変わらないがナックルバスターの背負い方が異なる。
ロックマン・モデルL
テティスがライブメタル・モデルLでロックオンした姿。ロックオンする時氷に覆われる。氷属性で基本装備はハルバード。外見はモデルLXに比べ頭部の排水口が変わりポニーテールのようになっている。
ロックマン・モデルP
シャルナクがライブメタル・モデルPでロックオンした姿。ロックオンする時闇に包まれる。基本装備はクナイ。外見はモデルPXに比べ頭部の形が異なり口までマスクに覆われる。
ロックマン・モデルV（セルパン第1形態）
セルパンがライブメタル・モデルVの欠片でロックオンした姿。O.I.Sが使える。基本装備はVバスターショット。前頭部、肩、足に赤い角が付いており、全体的に白い色をしている。Vバスターショットは広範囲を攻撃でき、チャージすると巨大なエネルギー弾を撃てる遠距離用武器。スライディングやストライクアッパーなどが使え近距離戦にも強く、さらにカウンターも使える。
ロックマン・モデルV（セルパン第2形態）
セルパンがライブメタル・モデルVの破片（当時はモデルVの本体と呼ばれていた）に取り込まれて変貌した姿。
ロックマン・モデルV（マスター・アルバート）
マスター・アルバートがウロボロスの力でロックオンした姿で、究極のロックマンと称される。金色のアーマーにより全身が覆われており、ヘルメット状の頭部からは頭髪と無機質に光る目だけが確認できる。多数のビットを操り、通常時は翼状に配置してバリアーを展開させている。A、X、Z、H、F、L、Pにちなんだかのような多彩かつ強力な技を使用可能。

### ライブメタルスクリーン
エネミーアナライジング
モデルHの能力。敵の体力と弱点が表示される。
バスターエディット
モデルFの能力。バスターの軌道を自由に変更できる。
アイテムサーチング
モデルLの能力。一番近くにあるアイテムを赤い光が示す。
レーダースコープ
モデルPの能力。周りの地形と敵が表示される。シャルナクへのトランスオン時はこれに加えて敵アイコンをタッチして直接攻撃ができる。

## 用語
インナー/アウター
地域の区分けの呼称。前者はヒトビトが住む安全地帯を、後者はイレギュラーが存在する危険地帯を指す。
イレギュラー
暴走したメカニロイド、レプリロイドの総称。ロックマンゼロの時代とはニュアンスが異なり、ロックマンX時代の本来の意味に戻っている。ライブメタルの適合者はイレギュラーの襲撃で生き延びたものが大半のため、「イレギュラーにはライブメタルの適合者を判別できる力がある」とされている。
ある男
数百年前の戦争で宇宙要塞兵器ラグナロクと融合し、伝説の赤きレプリロイドと戦った男。伝説の赤きレプリロイドとの戦いに敗れたことにより崩壊したラグナロクは、無数の破片となり地球に降り注ぎ、それが後にマスター・アルバートによってライブメタル・モデルVとなった。
運命のゲーム
マスター・アルバートが仕組んだライブメタルに選ばれし者・ロックマン同士が殺しあい、自身の後継者たりうる存在を見出すためのゲーム。
O.I.S（オーバードライブ・インヴォーク・システム）
ライブメタルのエネルギーを暴走させ、本来の能力以上の性能を発揮させる機能。
ガーディアン
非政府公認組織。イレギュラーからヒトビトを守ったり、イレギュラー発生の原因を調査している。『ZX』でイレギュラー発生の原因がモデルVである事を突き止めている。
ガーディアンベース
ガーディアンの本拠地たる飛行艇。『ZX』では活動拠点（エリアX扱い）、『ZXA』ではウロボロス突入時に使用される。船としての正式名称はグランニュアージュ。
三賢人
レギオンズの最高意思決定機関の三人。「人間とレプリロイドを平等にする法律」で定められている「レプリロイドの寿命設定」を特例として持たず、数百年の時を生きている。三人の討議によって公平な答えを出す合議制によって意思決定を行う。
サイバーエルフ
電子妖精。数百年前から研究されている。本作では「レプリロイドや機械化した人間の魂」という意味合いが強い。
ジルウェ・エクスプレス
ジルウェが経営する運び屋。実はガーディアンの下位組織にあたる。
ゼクス
プロメテが、モデルXとモデルZによるダブル・ロックオンしたロックマン・モデルZXに付けた呼称。なおゼクスとはドイツ語で「6」のことで、本家、X、DASH、エグゼ、ゼロに続く6番目のシリーズであることとかけている。
セルパン・カンパニー
大型エネルギー供給装置を保有する大企業。イレギュラー襲撃からの街の防衛等も担っており、一般市民からの信頼も高い様子。
T.F.S（テクニカル・フィニッシュ・システム）
『ZX』に登場。フォルスロイドの弱点に攻撃を当てる回数を少なくすることで、入手したライブメタルの能力ゲージが多くなるシステム。
伝説の赤きレプリロイド
数百年前にオメガを倒し、宇宙要塞兵器ラグナロクと融合した「ある男」と戦ったレプリロイドのこと。
人間とレプリロイドを平等にするための法律
人間に機械の体を与え、レプリロイドに寿命を設定することで人間とレプリロイドの溝を小さくした法律。この法律はマスター・ミハイルにより発案され、マスター・トーマスとマスター・アルバートの賛成により決まった。
ハンター
遺跡のロストテクノロジーの発掘、政府から賞金がかけられた危険なイレギュラーの討伐などを行う賞金稼ぎ。ハンターギルドに所属していない者は「違法ハンター」と呼ばれる。
ハンターキャンプ
トランスサーバーやデータルームなど、便利な施設がそろうハンター達の拠点。
ハンターギルド
発掘されたロストテクノロジーの悪用を防いだり、遺跡や未開拓地の安全地帯の発見、その位置など各種情報を共有するために設立された。
ヒト
人間とレプリロイドを区別せずに呼ぶ言い方。
ヒューマノイド
レギオンズの、人間とレプリロイドの平等を目的とした法律により、体の一部を機械にした人間。なお、交換した元の人間としての肉体は国で保管されている。
フォルスロイド
ライブメタルの力を引き出すために作られたレプリロイド。いわば、擬似ロックマンともいうべき存在。ZXではそれぞれライブメタルを取り込んでいたが、ZXAではモデルVの欠片を動力部に取り付けている。海外版での名称はpseudoroid（スードロイド）であり、これは、pseudo-=擬似のに由来する。
プロジェクト・ヘブン
セルパンが企てた「選ばれし者ロックマンによる人々の救済計画」。実際のところ、モデルVに人々の魂を捧げるという虐殺に過ぎなかった。
メカニロイド
人間やレプリロイドの指示に従い動くロボット。従来のロボットの進化形とも言える。アウターに存在するメカニロイドたちはモデルVの影響でイレギュラーと化している。
ラグナロク
数百年前の戦争で使われた宇宙要塞兵器。数百年前に伝説の赤きレプリロイドによって破壊された後、マスター・アルバートが地球に降り注いだ破片を用いてモデルVを製造した。
レギオンズ
各国の政府から代表を集い構成される、世界の統制機関。マスター・トーマス、マスター・アルバート、マスター・ミハイルの三賢人を頂点としている。「人間とレプリロイドの平等を目的とした法律」を定めた場所。
レプリロイド
限りなく人間に近いロボット。レギオンズの、人間とレプリロイドの平等を目的とした法律により、活動限界時間（寿命）が設定されるようになった。人間との区別のため額にマークがつけられている。
ロックオン
ライブメタルを使い変身すること、またその時に発するかけ声。
ダブル・ロックオン
2つのライブメタルを使いロックオンすること。失敗した場合は、試みようとした使用者の存在が完全消滅するというリスクがある。
トランスオン
フォルスロイドやロックマンのデータをコピーし、変身して外見、能力を再現するモデルAの機能。マスター・アルバートいわくモデルAのトランスオンは不完全で、真のトランスオンはモデルVの生贄となった魂を操る力。
R.O.C.Kシステム
Rebirth Of Crystallized Knowledge SYSTEMの略称。ライブメタルに収められた力を引き出すシステム。
ロックマン
R.O.C.Kシステムに適合しライブメタルの力を引き出せる適合者のこと。「あの男」のデータが刻まれたボディを持つ者が該当するが、アッシュ（『ZX』でのプロメテの発言の解釈次第ではエールも）は別の理由による例外も存在する。適合者はイレギュラーの襲撃から生存した者がほとんどである。

## サウンドトラック
Rockman ZX Soundsketch -ZX GIGAMIX-（ロックマンゼクス・サウンドスケッチ ゼクスギガミックス）は、2008年8月1日にインティ・クリエイツから発売されたロックマンゼクスシリーズのサウンドトラック。ロックマンゼクスシリーズの隠しエピソードをサウンドスケッチやCDドラマとして収録し、ロックマンメガミックス作者、有賀ヒトシによるベストセレクション（ロックマンゼクスシリーズにおいて使用されていたBGM）をアレンジして収録している。
| #   | タイトル                                             | 作詞 | 作曲・編曲 |
| --- | ---------------------------------------------------- | ---- | ---------- |
| 1.  | 「The Chosen One - Gigamix Ver. -」                  |      |            |
| 2.  | 「Green Grass Gradation - Gigamix Ver. -」           |      |            |
| 3.  | 「Soundsketch _ Grey Capsule」                       |      |            |
| 4.  | 「Believe in Myself - feat.Grey -」(歌：平田宏美)    |      |            |
| 5.  | 「Whisper of Relics - Gigamix Ver. -」               |      |            |
| 6.  | 「ZXportrait _ Death and Witch」(シナリオ：矢部誠)   |      |            |
| 7.  | 「Drifting Floe - Gigamix Ver. -」                   |      |            |
| 8.  | 「Overloaded - Gigamix Ver. -」                      |      |            |
| 9.  | 「Soundsketch _ Help Fleuve!」                       |      |            |
| 10. | 「Flow of the Times」                                |      |            |
| 11. | 「Bullet Drive - Gigamix Ver. -」                    |      |            |
| 12. | 「Brilliant Show Window - Gigamix Ver. -」           |      |            |
| 13. | 「ZXportrait _ Girls Bravo」(シナリオ：おぎのひとし) |      |            |
| 14. | 「En-trance Code - Gigamix Ver. -」                  |      |            |
| 15. | 「Freebirds」                                        |      |            |
| 16. | 「Soundsketch _ Reconstruction of Cinq Ville」       |      |            |
| 17. | 「Be One - feat.Ashe -」(歌：小清水亜美)             |      |            |
| 18. | 「Awake - Gigamix Ver. -」                           |      |            |
| 19. | 「Trap Fanatics」                                    |      |            |
| 20. | 「Battle Giga Mixture」                              |      |            |

### 声優
- 小林沙苗（ヴァン、エール）
- 広橋涼（プレリー）
- 小林通孝（フルーヴ、カップルの男）
- 岸尾だいすけ（プロメテ）
- 伊藤静（パンドラ）
- 佐藤正治（シリュール、おっさん）
- 柳井久代（ウイエ、女性アナウンサー）
- 泰勇気（ミック、若い男）
- 小原雅一（ロビン、レポーター）
- 戸塚利絵（セードル、コンピュータ、客）
- 伊藤かな恵（サルディーヌ、カップルの女）
- 佐藤聡美（ローズ、店員）

## 漫画版
ゲーム雑誌『ファミ通DS+Wii』の別冊付録ファミ通コミックにて06年8月号〜07年8月号まで連載、おぎのしんが執筆。単行本は全2巻。ゲームの公式サイトで第3話まで見ることができる。
ヴァンを主人公に置き、エールは登場していない。基本的にストーリーはゲーム版に沿う形となっているが、後半からは漫画版独自の展開が多くなる。また、戦闘シーンでゲームのようにライフゲージが表示されるという、一風変わった描写も特徴。
後に発売された単行本では全話に渡って大幅な加筆修正が加えられており、連載時とはほとんど別物に近い状態となっている。

### ゲーム版との相違点
- 一部のミッションはカット、もしくは簡略化されている。特に後半はフォルスロイドとの戦いがメインとなり、ゲーム版のミッション内容はほとんど再現されなかった。
- ヴァンのゲーム仲間の少年である、シュウというオリジナルキャラクターが登場している。
- パープリルがモデルF、モデルH、モデルLを取り込み、強化する。
- ゲーム版ではモデルZXはO.I.Sを使えないが、最終回において使用した。

### ゼクス アドベント編
『ゼクス』終了後は、引き続きの形で07年9月号から08年4月まで『ゼクス アドベント』編も連載されていた。こちらは単行本化されていない。
ストーリーはほぼ完全なオリジナルで、『ゼクス』編に関することはモデルV以外出てこない。
大まかな変更点は、以下のようなものなどがある。
- グレイとアッシュの双方が登場しており、二人とも主人公である。二人はアルバートからモデルVの回収を依頼されたトレジャーハンターという設定。
- 三賢人はマスター・アルバートのみ登場。また、アルバートは完全な味方であり、モデルVの回収はエネルギー資源としての研究するためである。最終話では、モデルVのエネルギーを利用使用したところ、その影響で暴走するという形で戦闘への突入を再現している。
- ストーリーと同様に『ゼクス』編のキャラクターは一人も登場していない。ボスではテスラットとバイフロスト、DANと4人のロックマンは登場していない。